# Marlango
Marlango est un groupe espagnol de blues et jazz, originaire de Madrid. Les membres du groupe sont Leonor Watling (de Madrid) et Alejandro Pelayo (de Cantabrie). 

## Histoire
En 1998, Leonor et Alejandro enregistrent une démo de quatorze chansons pour piano et voix, qui contenait déjà le noyau de ce qui allait devenir leur premier album. Au cours de l'hiver 2002, le New-Yorkais Óscar Ybarra, récemment installé à Madrid, écoute le matériel et décide de se joindre au projet. À eux trois, ils donnent forme à une œuvre qui voit le jour en février 2004. Le nom du groupe Marlango provient de l'introduction de la chanson I Wish I Was in New Orleans de Tom Waits. 
Leur premier album, Marlango, est empreint d'influences allant du rock au jazz, de la musique de cabaret de l'entre-deux-guerres aux bandes originales des films de David Lynch. Après une année de concerts à travers l'Espagne, le Portugal et le Japon, ils reçoivent un disque d'or de Pedro Almodóvar pour les 50 000 premiers exemplaires vendus. En septembre 2005, ils sortent leur deuxième album, Automatic Imperfection, qui est également disque d'or en Espagne avec 40 000 exemplaires vendus. En 2006, ils signent avec Universal, avec qui ils sortent une édition spéciale de leur dernier album, qui est largement distribuée à l'échelle internationale. Le 25 septembre 2007, leur troisième album studio, The Electrical Morning, sort. Ils sont chargés d'assurer la musique et le chant de la campagne de Noël d'El Corte Inglés, en reprenant la célèbre chanson My Favorite Things, interprétée par Julie Andrews dans le film La Mélodie du bonheur. Le spot réalisé par Federico Brugia a été diffusé pour la première fois à la télévision en décembre 2007.
Life in the Treehouse, leur quatrième album studio, sort le 2 mars 2010, avec la collaboration de Rufus Wainwright, Suso Sáinz et Jorge Drexler ; il est précédé du single The Long Fall, dont le clip a été réalisé par Pau Dalmases et Gerson Aguerri. Le 17 avril 2012 sort Un día extraordinario, le cinquième album du groupe et le premier en espagnol. Précédé par le single Dame la razón, l'album est enregistré en direct et le processus est filmé, disponible en téléchargement avec l'édition spéciale de l'album. Après deux ans de travail, le 14 octobre 2014 sort El Porvenir, le sixième album du groupe qui commémore dix ans de carrière professionnelle et auquel Óscar Ybarra ne participe plus, car ayant décidé de prendre un autre chemin professionnel à Chicago, aux États-Unis. Le duo formé par Watling et Pelayo bénéficie de la collaboration d'Enrique Bunbury, de Fito Páez et de La Santa Cecilia dans une reprise de Ay Pena Penita Pena produite par Universal Music Spain sous la direction de Sebastian Krys.
Le 21 avril 2018, à l'occasion du Record Store Day, ils sortent un single vinyle au label Altafonte Network Music, avec la chanson Poco a Poco, un aperçu de leur nouvel album dont la sortie est prévue pour septembre 2018.

## Discographie

### Albums studio
- 2004 : Marlango (Promusicae : 50e[8])
- 2005 : Automatic Imperfection (Promusicae : 4e[8])
- 2007 : The Electrical Morning (Promusicae : 12e[8])
- 2010 : Life in the Treehouse (Promusicae : 8e[8])
- 2012 : Un día extraordinario (Promusicae : 9e[8])
- 2014 : El Porvenir (Promusicae : 22e[8])
- 2018 : Technicolor (Promusicae : 3e[8])
- 2019 : Altafonte Sessions presenta... Marlango

### Compilations
- 2007 : Selection
- 2011 : Automatic Imperfection / The Electric Morning